# Charles-Joseph Panckoucke
Charles-Joseph Panckoucke (26/11/1736-19/12/1798) fue un escritor y editor francés, conocido por la Encyclopédie Méthodique, sucesora de La Encyclopédie de Denis Diderot.
Nació en Lille, hijo y nieto de impresores, su padre André Joseph Panckoucke (1700-1753) era también escritor y librero. Charles-Joseph se estableció en París en 1754, y fundó una editorial en 1762. Era hermano de Amélie Suard.

## Panckoucke y laEncyclopédie
La pasión por la Encyclopédie, con la que conviviría más de 20 años, surgió cuando André Le Breton y Diderot concluyeron su actividad. Se dedicó a reeditar la Encyclopédie en tamaño folio, le añadió dos tomos de índices preparados por Pierre Mouchon que aparecieron en 1780, publicó un suplemento de cinco volúmenes que aparecieron entre 1776 y 1777 y participó en las labores que permiten editarla en cuarto de pliego. Por último, su mayor aportación fue la publicación de la Encyclopédie méthodique (Enciclopedia Metódica), una expansión y reordenación de la Encyclopédie ordenada por materias en lugar de alfabéticamente. Recibió la licencia en 1780 y publicó un primer prospecto en 1782. 
El proyecto le sobrevivió con su hija Thérèse-Charlotte Agasse, que publicó el último de los 166 volúmenes en 1832.

## Labor editorial
Panckouke también fue un destacado y próspero editor de libros y periódicos. Poco antes de la Revolución francesa, en 1779 comenzó la edición del periódico Mercure de France y fundó Le Moniteur universel en noviembre de 1789. También llegó a dominar otros periódicos como La Gazette, Le Journal de Bruxelles y Le Journal de Genève.
Como editor fue un empresario de éxito que difundió la obra de los filósofos de la Ilustración como Buffon y Voltaire. Su hijo Charles Louis Fleury Panckoucke continuó su actividad en la literatura y en el negocio de la edición.